# Eucariogénesis viral

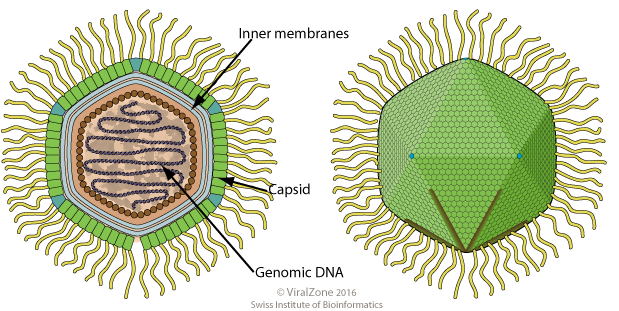
Dibujo esquemático de un virión del género Mimivirus (sección transversal y vista lateral).

La eucariogénesis viral es una hipótesis que postula que el núcleo celular de las células eucariotas evolucionó a partir de un virus gigante de ADN durante la endosimbiosis seriada entre una arquea y una bacteria. La hipótesis fue propuesta por Philip Bell en 2001 y se popularizó aún más con el descubrimiento de virus gigantes de ADN y complejos (como Mimivirus) que son capaces de biosíntesis proteica. La evidencia de apoyo reciente incluye el descubrimiento de que, tras la infección de una célula bacteriana, el bacteriófago gigante 201Phi2-1 (del género Phikzvirus) ensambla una estructura similar a un núcleo que segrega las proteínas según su función. Esta estructura similar a un núcleo y sus propiedades clave se han encontrado conservadas en los fagos relacionados. 
La hipótesis de la eucariogénesis viral ha encendido el debate de larga data sobre si los virus son organismos vivos. Muchos biólogos no consideran que los virus estén vivos, pero la hipótesis postula que los virus son los creadores del mecanismo genético del ADN que comparten todos los eucariotas vivos hoy en día (y posiblemente también el de los procariotas).

## Hipótesis
La hipótesis de la eucariogénesis viral postula que los eucariotas están compuestos por tres elementos ancestrales: un componente viral que se convirtió en el núcleo moderno; una célula procariota (una arquea según la hipótesis del eocito) que donó el citoplasma y la membrana celular de las células modernas; y otra célula procariota (una bacteria) que, por endocitosis, se convirtió en las mitocondrias. También se ha sugerido que la telomerasa y los telómeros, aspectos clave de la replicación de las células eucariotas, tienen un origen viral, pero a partir de virus de ARN. Además, los orígenes virales del núcleo eucariota moderno pueden haberse basado en múltiples infecciones de células de arqueas portadoras de bacterias precursores mitocondriales con virus lisogénicos. 
La hipótesis de la eucariogénesis viral describe un modelo de evolución eucariota en el que un virus, similar a un virus de la viruela moderno, evolucionó a un núcleo mediante la adquisición de genes de especies bacterianas y arqueales existentes. El virus lisogénico se convirtió entonces en el centro de almacenamiento de información de la célula, mientras que la célula conservó su capacidad de traducción de genes y función general a pesar de la entrada del genoma viral. De manera similar, las especies bacterianas involucradas en esta eucariogénesis conservan su capacidad de producir energía en forma de ATP al mismo tiempo que pasan gran parte de su información genética a este nuevo orgánulo de origen viral. Se plantea la hipótesis de que el ciclo celular moderno, por el cual la mitosis, la meiosis y el sexo ocurren en todos los eucariotas, evolucionó debido al equilibrio alcanzado por los virus, que característicamente siguen un patrón de compensación entre infectar a tantos huéspedes como sea posible y matar a un huésped individual a través de la proliferación viral. Hipotéticamente, los ciclos de replicación viral se pueden reflejar con los de los plásmidos o los transposones. Sin embargo, esta teoría es controvertida y es necesaria una experimentación adicional que involucre virus de arqueas, ya que probablemente sean los más similares evolutivamente a los núcleos eucariotas modernos. 
La hipótesis de la eucariogénesis viral apunta al ciclo celular de los eucariotas, particularmente el sexo y la meiosis, como evidencia. Se sabe poco sobre el origen del ADN o la reproducción en células procariotas o eucariotas. Por tanto, es posible que los virus estuvieran implicados en la creación de las primeras células en la Tierra. El núcleo eucariota contiene ADN lineal con secuencias terminales especializadas, como la de los virus (en contraste con los genomas procariotas, que tienen una topología circular); utiliza protección de ARNm y separa la transcripción de la traducción. Los núcleos eucariotas también son capaces de replicación citoplasmática. Algunos virus gigantes tienen su propia ARN polimerasa dirigida de ADN. Se han documentado transferencias de núcleos "infecciosos" en muchas algas rojas. Otra evidencia de apoyo es que el aparato de taponamiento m7G (involucrado en el desacoplamiento de la transcripción de la traducción) está presente tanto en Eukarya como en Mimiviridae, pero no en Asgardarchaeota, que se consideran los parientes arqueales más cercanos de Eukarya de acuerdo con la hipótesis del eocito (también respaldada por el análisis filogenético del aparato de taponamiento m7G).

## Implicaciones
Son posibles varios preceptos en la teoría. Por ejemplo, un virus helicoidal con una envoltura vírica tiene un parecido distinto con un núcleo celular muy simplificado (es decir, un cromosoma de ADN encapsulado dentro de una membrana lipídica). En teoría, un virus de ADN gigante podría tomar el control de una célula bacteriana o arquea. En lugar de replicarse y destruir la célula huésped, permanecería dentro de la célula, superando así el dilema de compensación al que típicamente se enfrentan los virus y daría lugar a nuevas innovaciones genómicas. Con el virus en control de la maquinaria molecular de la célula huésped, se convertiría efectivamente en un núcleo funcional. A través de los procesos de mitosis y citocinesis, el virus reclutaría a toda la célula como un simbionte, una nueva forma de sobrevivir y proliferar.